# Comuna Šenčur
Šenčur (Občina Šenčur) este o comună din Slovenia, cu o populație de 8.251 de locuitori (01.01.2008).

## Localități
Hotemaže, Luže, Milje, Olševek, Prebačevo, Srednja vas pri Šenčurju, Šenčur, Trboje, Visoko, Voglje, Voklo, Žerjavka